# Schwedderbergstraße 25, 27 (Bad Suderode)

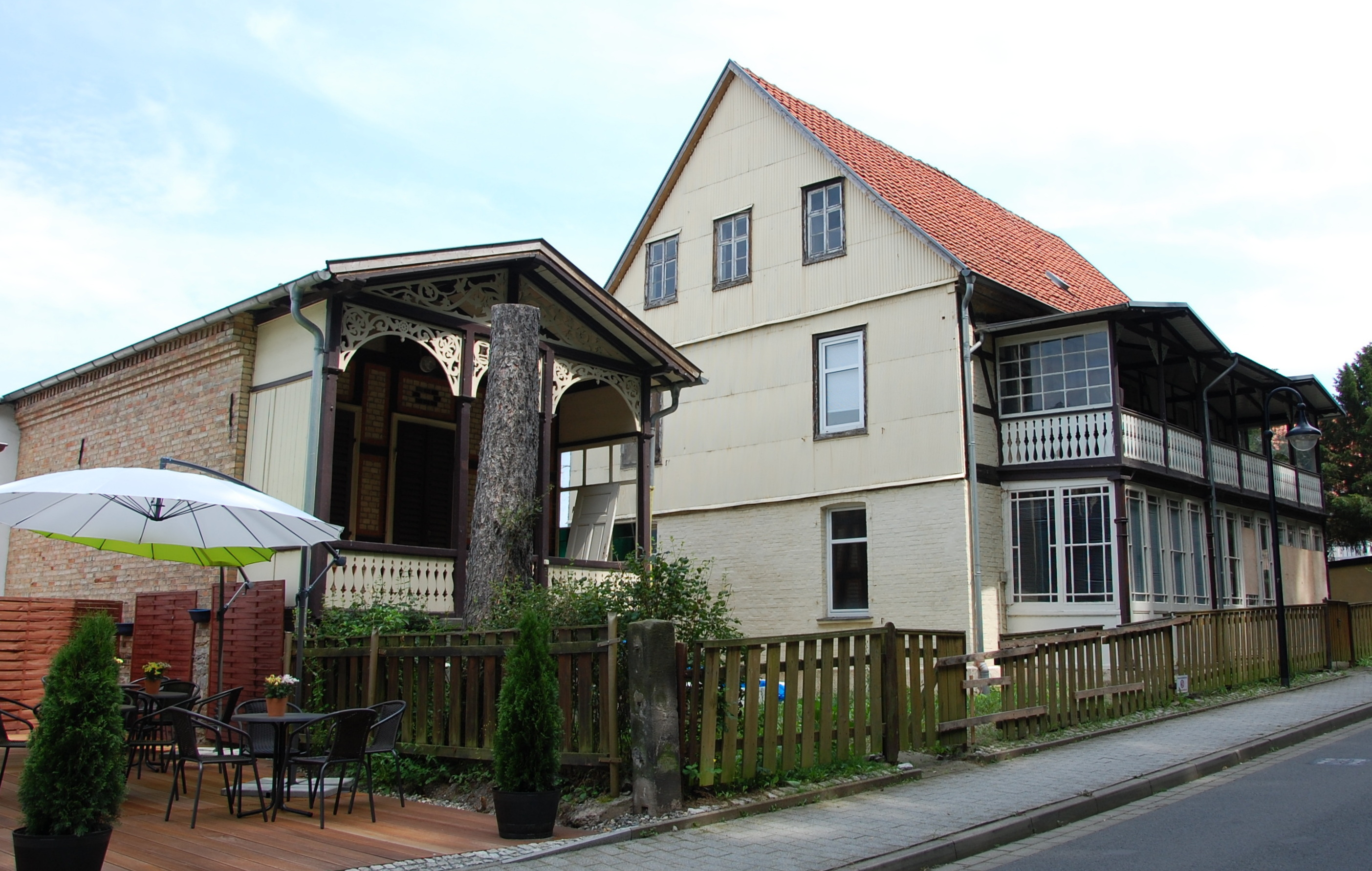
Haus Schwedderbergstraße 25, 27

Das Haus Schwedderbergstraße 25, 27 ist ein denkmalgeschütztes Gebäude im zur Stadt Quedlinburg in Sachsen-Anhalt gehörenden Ortsteil Bad Suderode.

## Lage
Es befindet sich südlich des Ortskerns Bad Suderodes, auf der Nordseite der Schwedderbergstraße. Südlich erhebt sich der Schwedderberg. Im örtlichen Denkmalverzeichnis ist das Gebäude als Kurpension eingetragen.

## Architektur und Geschichte
Das zweigeschossige Fachwerkhaus ist älteren Baujahrs und wurde später zur Pension umgebaut. Bemerkenswert ist die zweigeschossige hölzerne Veranda, die straßenseitig vor das Gebäude gesetzt wurde.
Auf dem Grundstück befindet sich darüber hinaus ein mit Zierfachwerk versehenes Sommerhaus. Es verfügt ebenfalls über eine Veranda.